# Freigabezeit

Unter Freigabezeit versteht man in der Straßenverkehrstechnik die Zeit, innerhalb welcher ein Verkehrsstrom die Erlaubnis erhält, einen signalgeregelten Knotenpunkt zu passieren.
Vereinfachend wird die Freigabezeit auch als Grünzeit bezeichnet, weil das Freigabesignal des Verkehrsstroms in der Regel Grün zeigt. Den Begriff Grünzeit findet man oft auch in Fällen, in denen die grüne Farbe gar nicht verwendet wird, beispielsweise bei den Balkensignalen für öffentliche Verkehrsmittel.
Der zeitliche Beginn der Freigabezeit wird häufig als Grünbeginn, das Ende als Grünende bezeichnet. Gegebenenfalls verwendete Übergangsbegriffe (z. B. Rot/Gelb, Gelb, Punkt bei öffentlichen Verkehrsmitteln) zählen nicht als Teil der Freigabezeit.
Die  „Richtlinien für Lichtsignalanlagen“ (RiLSA) schreiben als Mindestfreigabezeit 5 Sekunden vor. Zusätzlich muss für Fußgänger gewährleistet sein, dass diese die halbe Fußgängerfurt zurückgelegt haben (bei einer Regelgeschwindigkeit von 1,2 m/s) bzw. die ganze Fußgängerfurt, wenn diese für Blinde und Sehbehinderte ausgerüstet ist.

## Prozentuale Grünzeit
Die Zahl der im Konflikt stehenden Richtungen müssen sich die Umlaufzeit um Signalzeitenplan der Lichtsignalanlage teilen. Diese können nach Programm fest oder mit einer Zeitschaltung nach erwartetem Bedarf vorprogrammiert werden oder durch eine Ausrüstung mit Sensoren wie PIR-Sensoren, Induktionsschleifen oder Bilderkennung von Kameras zur Messung von Bedarf per Bildvergleich beeinflusst werden. Bei einer Seagull Intersection kann für eine Fahrrelation die Grünzeit 100 % sein.

## Grünzeitführung
Bei der Lichtsignalsteuerung sind die stetige und die nichtstetige Grünzeitführung zu unterscheiden. Bei der stetigen Grünzeitführung erfolgt die Zuteilung der Freigabezeit innerhalb einer Grünen Welle entsprechend dem durchgehenden Grünband. Im Fall der nichtstetigen Grünzeitführung wird zusätzliche Freigabezeit in Form von Vorlauf- oder Nachlaufzeiten eingeführt.

## Begriffsklärungen
Innerhalb des Signalprogrammes wird die Freigabezeit in verschiedenen Abwandlungen verwendet.  
- Die Freigabeauslaufzeit bezeichnet die Zeitdauer zwischen der ersten Anforderung der gesperrten Verkehrsrichtung und dem Ende der Freigabezeit der laufenden Phase.

- Die Freigabefolgezeit beschreibt die Zeitdauer, um die eine laufende Phase in einem vom Verkehrsteilnehmer beeinflussten Signalprogramm verlängert werden kann.

- Bei der Freigabeverlängerungszeit handelt es sich um die Zeitdauer, um die eine Freigabezeit in einem Signalprogramm verlängert wird (Freigabezeitverlängerung).

- Bei der Freigabezeitanpassung wird die Freigabezeit innerhalb eines Festzeitsignalprogrammes vorübergehend verkürzt oder verlängert.

- Der Freigabezeitbedarf ist ein Zeitwert, den eine bestimmte Anzahl von Fahrzeugen oder Fußgängern benötigen, um die Haltlinie zu überfahren oder die Fußgängerfurt zu betreten.

- Beim Freigabezeitversatz handelt es sich um den Zeitunterschied des Beginns der Freigabezeiten an jeweils zwei Lichtsignalgebern, an denen ein bestimmter Verkehrsstrom nacheinander vorbeifließt.